# Cantone di Montalvo
Il Cantone di Montalvo è un cantone dell'Ecuador che si trova nella Provincia di Los Ríos.
Il capoluogo del cantone è Montalvo.